# Ласо, Пабло
Пабло Ласо (исп. Pablo Laso Biurrún, род. 13 октября 1967, Витория-Гастейс) — испанский баскетболист и тренер. 

## Биография
Как баскетболист Пабло Ласо известен как лидер чемпионата Испании по передачам (2896) и перехватам (1219), выступая за ряд испанский клубов. Выступал за сборную Испании на Евробаскете (1989 и 1995) и чемпионате мира (1994).
Став тренером, Ласо после ряда испанских клубов возглавил «Реал Мадрид», с которым 6 раз выиграл чемпионат Испании (2013, 2015, 2016, 2018, 2019 и 2022) и дважды выиграл Евролигу (2015 и 2018). В эти же годы был признан как тренер года Евролиги.